# Leptogenys acutangula
Leptogenys acutangula é uma espécie de formiga do gênero Leptogenys, pertencente à subfamília Ponerinae.